# Futsal Rock Cup 2017
La Futsal Rock Cup 2017 fue la cuarta (4.°) edición de la Futsal Rock Cup, la copa nacional de fútbol sala de Gibraltar, organizada por la Asociación de Fútbol de Gibraltar. El torneo comenzó el 17 de diciembre de 2016 con la primera ronda y terminó el 11 de junio de 2017 con la final. Glacis United se coronó campeón tras vencer por 4 - 0 a Gunwharf, de esta manera consiguió su primer título.
Todos los partidos se jugaron en el Tercentenary Sports Hall.

## Equipos participantes
En el torneo participaron 32 equipos, los cuales provienen de una de las cuatro divisiones. Debido a que existían 36 clubes activos, cuatro fueron excluidos de participar en el torneo. Entre paréntesis la clasificación y la división de la temporada 2016-17 y en rojo los clubes que no participaron en esta edición.
| - (1) : División 1 - (2) : División 2 | - (3) : División 3 - (4) : División 4 |

| Primera ronda         | Primera ronda               | Primera ronda            | Primera ronda           |
| --------------------- | --------------------------- | ------------------------ | ----------------------- |
| Gibraltar Phoenix (1) | Leo Bastion (2)             | Hound Dogs (3)           | Bavaria (4)             |
| Glacis United (1)     | Maccabi Alef (2)            | Laguna (3)               | B.G.I.F.C. (4)          |
| Gunwharf (1)          | Rock 54 (2)                 | Lions Gibraltar (3)      | Britannia XI (4)        |
| Lynx (1)C. V.         | Rock Solid (2)              | Moroccan Athletic (3)    | Europa (4)              |
| Mons Calpe (1)        | Stallions (2)               | Newton Store (3)         | Humphries (4)           |
| St. Joseph's (1)      | St.Joseph's South Trade (2) | Red Imps Lek Bangkok (3) | Maccabi Bet (4)         |
| Cannons (2)           | Young Boys Gibraltar (2)    | Saints New Team (3)      | South United (4)        |
| Gibraltar Titans (2)  | Boca Juniors (3)            | Special Olympics (3)     | Sporting (4)            |
| Gibraltar United (2)  | Gibraltar Hércules (3)      | Atlas Lions (4)          | VR Solutions Laguna (4) |

## Primera ronda
| Local                       | Resultado | Visitante                | Fecha                   | Hora  | Estadio                  |
| --------------------------- | --------- | ------------------------ | ----------------------- | ----- | ------------------------ |
| Gunwharf (1)                | 3 – 0     | (3) Saints New Team      | 17 de diciembre de 2016 | 15:00 | Tercentenary Sports Hall |
| Young Boys Gibraltar (2)    | 2 – 12    | (1)C. V. Lynx            | 17 de diciembre de 2016 | 16:30 | Tercentenary Sports Hall |
| Bavaria (4)                 | 2 – 12    | (1) Glacis United        | 17 de diciembre de 2016 | 18:00 | Tercentenary Sports Hall |
| Gibraltar Hércules (3)      | 5 – 2     | (3) Red Imps Lek Bangkok | 17 de diciembre de 2016 | 18:00 | Victoria Sports Hall     |
| Mons Calpe (1)              | 7 – 2     | (4) Humphries            | 17 de diciembre de 2016 | 19:30 | Tercentenary Sports Hall |
| Moroccan Athletic (3)       | 0 – 3     | (4) South United         | 17 de diciembre de 2016 | 19:30 | Victoria Sports Hall     |
| Gibraltar Phoenix (1)       | 9 – 5     | (3) Newton Store         | 18 de diciembre de 2016 | 21:00 | Tercentenary Sports Hall |
| Europa (4)                  | 2 – 6     | (2) Rock Solid           | 18 de diciembre de 2016 | 09:00 | Tercentenary Sports Hall |
| Gibraltar Titans (2)        | 7 – 1     | (2) Stallions            | 18 de diciembre de 2016 | 10:30 | Tercentenary Sports Hall |
| Cannons (2)                 | 4 – 5     | (2) Gibraltar United     | 18 de diciembre de 2016 | 12:00 | Tercentenary Sports Hall |
| Maccabi Alef (2)            | 7 – 1     | (3) Laguna               | 18 de diciembre de 2016 | 13:30 | Tercentenary Sports Hall |
| Rock 54 (2)                 | 2 – 3     | (1) St. Joseph's         | 18 de diciembre de 2016 | 15:00 | Tercentenary Sports Hall |
| Hound Dogs (3)              | 0 – 9     | (4) VR Solutions Laguna  | 18 de diciembre de 2016 | 16:30 | Tercentenary Sports Hall |
| St.Joseph's South Trade (2) | 11 – 2    | (4) B.G.I.F.C.           | 18 de diciembre de 2016 | 18:00 | Tercentenary Sports Hall |
| Sporting (4)                | 7 – 4     | (2) Leo Bastion          | 18 de diciembre de 2016 | 19:30 | Tercentenary Sports Hall |
| Boca Juniors (3)            | 4 – 5     | (3) Lions Gibraltar      | 8 de enero de 2017      | 15:00 | Tercentenary Sports Hall |

## Segunda ronda
| Local                       | Resultado | Visitante              | Fecha        | Hora  | Estadio                  |
| --------------------------- | --------- | ---------------------- | ------------ | ----- | ------------------------ |
| St.Joseph's South Trade (2) | 3 – 0     | (4) South United       | 4 de febrero | 15:00 | Tercentenary Sports Hall |
| Lions Gibraltar (3)         | 0 – 11    | (1) Gunwharf           | 4 de febrero | 18:00 | Tercentenary Sports Hall |
| Lynx (1)C. V.               | 3 – 0     | (1) Mons Calpe         | 4 de febrero | 19:30 | Tercentenary Sports Hall |
| Sporting (4)                | 3 – 4     | (2) Gibraltar United   | 5 de febrero | 10:30 | Tercentenary Sports Hall |
| VR Solutions Laguna (4)     | 1 – 5     | (1) St. Joseph's       | 5 de febrero | 12:00 | Tercentenary Sports Hall |
| Rock Solid (2)              | 4 – 2     | (3) Gibraltar Hércules | 5 de febrero | 13:30 | Tercentenary Sports Hall |
| Glacis United (1)           | 11 – 0    | (2) Gibraltar Titans   | 5 de febrero | 15:00 | Tercentenary Sports Hall |
| Maccabi Alef (2)            | 5 – 9     | (1) Gibraltar Phoenix  | 8 de febrero | 21:00 | Tercentenary Sports Hall |

## Cuartos de final
| Local                 | Resultado | Visitante                   | Fecha       | Hora  | Estadio                  |
| --------------------- | --------- | --------------------------- | ----------- | ----- | ------------------------ |
| Gibraltar United (2)  | 0 – 3     | (1)C. V. Lynx               | 11 de marzo | 15:00 | Tercentenary Sports Hall |
| Gibraltar Phoenix (1) | 5 – 8     | (1) Gunwharf                | 11 de marzo | 17:00 | Tercentenary Sports Hall |
| Rock Solid (2)        | 2 – 9     | (2) St.Joseph's South Trade | 11 de marzo | 19:00 | Tercentenary Sports Hall |
| St. Joseph's (1)      | 1 – 4     | (1) Glacis United           | 11 de marzo | 21:00 | Tercentenary Sports Hall |

## Semifinales
| Local             | Resultado | Visitante                   | Fecha      | Hora  | Estadio                  |
| ----------------- | --------- | --------------------------- | ---------- | ----- | ------------------------ |
| Gunwharf (1)      | 14 – 5    | (2) St.Joseph's South Trade | 3 de junio | 18:00 | Tercentenary Sports Hall |
| Glacis United (1) | 6 – 2     | (1)C. V. Lynx               | 3 de junio | 20:00 | Tercentenary Sports Hall |

## Final
La final fue jugada el 11 de junio de 2017; en ella Glacis United se impuso por cuatro contra cero y de esta manera se consagró campeón del torneo.
| Goles | Goles | Goles | Goles | Goles         |
| ----- | ----- | ----- | ----- | ------------- |
|       |       | 0–1   | 15'   | El Andaloussi |
|       |       | 0–2   | 61'   | Moreno Gavira |
|       |       | 0–3   | 64'   | El Andaloussi |
|       |       | 0–4   | 64'   | Díaz Gallego  |

| Amonestaciones | Amonestaciones       | Amonestaciones | Amonestaciones |
| -------------- | -------------------- | -------------- | -------------- |
| Clarke         | Amonestado           | Amonestado     | Díaz Gallego   |
| Pérez. B       | Otorgado · Expulsado | Amonestado     | Fraile         |
| Rodríguez      | Amonestado           |                |                |
| Anes           | Amonestado           |                |                |
| Graham         | Expulsado            |                |                |
| Casciaro. M    | Amonestado           |                |                |

| Glacis United Campeón 1.° título |

## Goleadores
- Actualizado el 4 de febrero de 2018

| Pos. | Jugador | Equipo        | Goles |
| ---- | ------- | ------------- | ----- |
| 1    | Fraile  | Glacis United | 8     |